# Gloeophyllales
Gloeophyllales là một bộ nấm trong lớp Agaricomycetes, với đặc điểm nhận biết là khả năng gây ra các mảng hoại tử trên thân gỗ. Bộ nấm này chỉ có một họ duy nhất là Gloeophyllaceae, bao gồm các chi: Gloeophyllum, Neolentinus, Heliocybe, và Veluticeps.